# The Stone Tape
The Stone Tape (englisch; „Das Stein-Tonband“) ist ein britischer Fernsehfilm im Genre des Horror- und Science-Fiction-Films nach einem Drehbuch von Nigel Kneale. Die Erstausstrahlung erfolgte auf BBC2 am 25. Dezember 1972. Der Film gilt als eine der bemerkenswertesten Produktionen Kneales.

## Handlung
Ein Forscherteam des Elektronikkonzerns „Ryan Electrics“ zieht in ein frisch renoviertes Arbeitsgebäude ein, einem alten viktorianischen Herrenhaus, dessen Grundmauern noch aus der Sachsenzeit stammen. Taskerland ist benannt nach der Familie Tasker, die offenbar schon vor dem Ausbruch des Zweiten Weltkriegs ausgestorben ist. Geleitet wird das Team von dem arroganten und ehrgeizigen Ingenieur Peter Brock. Das Management des Projekts obliegt dem älteren und bedächtigen Roy Collinson. Das Team soll eine bahnbrechende Erfindung machen, um der wachsenden japanischen Konkurrenz auf dem Elektroniksektor Paroli bieten zu können. Dabei ist insbesondere an ein Medium gedacht, das das Magnettonband ersetzen kann.
Beim Eintreffen in Taskerland erklärt Collinson dem Team, dass der wichtigste Arbeitsraum nicht bezogen werden kann, da es dort angeblich spukt und die Bauarbeiter sich daher weigern, dort zu renovieren. Dieses Kuriosum ruft die Neugier der Forscher hervor. Die Programmiererin Jill Greeley ist die einzige Frau der Gruppe und Brocks Geliebte; seine Ehefrau weiß nichts von der Beziehung. Jill ist eine hochsensible Persönlichkeit, die schon bei der Ankunft in Taskerland ein eigenartiges Erlebnis hatte, als zwei rangierende Firmen-Lkw sie beinahe im Auto getötet hätten. Am liebsten würde sie Taskerland sofort wieder verlassen.
Als die Forschergruppe den angeblichen Spuk-Raum untersucht, sieht Jill eine junge Frau in der Bekleidung des späten 19. Jahrhunderts, die eine Treppe hoch läuft und offenbar zu Tode stürzt. Außer Jill wird das Phänomen jedoch optisch von niemandem wahrgenommen. Lediglich der Todesschrei der Unbekannten ist von den anderen Forschern zu hören.
Collinson entdeckt in alten Unterlagen, dass 1890 in dem Raum das 19-jährige Hausmädchen Louisa Hanks ums Leben gekommen ist. Außerdem wurde das Anwesen irgendwann erfolglos exorziert. Doch erste Recherchen beim örtlichen Vikar der Anglikanischen Kirche verlaufen erfolglos, da sich das Archiv in einem chaotischen Zustand befindet. Der Vikar verspricht jedoch, weiter nach Hinweisen auf die historischen Vorgänge zu suchen. Bei einem Besuch in der lokalen Bar erfahren Peter und Jill, dass Taskerland im Krieg ein Verpflegungsdepot der US Army war und Soldaten in dem besagten Raum seltsame Phänomene wahrgenommen haben wollen.
Peter wittert in dem Raum die Möglichkeit, für Ryan Electrics ein neues Speichermedium zu entdecken. Doch die Versuche führen nicht zu eindeutigen Ergebnissen. Trotz dem Einsatz modernster Technik stellt sich lediglich heraus, dass zwar generell fremdartige Geräusche und die Schreie „Louisas“ wahrgenommen werden, jedoch Jill die einzige ist, die das Phänomen optisch wahrnehmen kann. Ein Mitarbeiter hingegen nimmt nicht einmal die Geräusche wahr. Sowohl die optische Erscheinung des Mädchens als auch ihre Schreie lassen sich mit Kameras und Tonbändern nicht aufzeichnen. Peter vermutet, dass das Steingemäuer wie eine Art Tonband funktioniert und frühere Ereignisse akustisch gespeichert hat. Jill hingegen glaubt, dass nur extreme emotionale Ereignisse gespeichert sind, die wiederum nur von sensiblen Menschen wahrgenommen werden können.
In der Bar haben Peter und Jill auch den Dorfbewohner Alan kennengelernt, der in der Nachkriegszeit der frühen 1950er Jahre mit anderen Jungen in dem seit 1945 verlassenen Gebäude gespielt hat. Eher widerwillig ist er bereit, den Raum wieder aufzusuchen. Er meint, dass er und die anderen Jungen seinerzeit Ratten in dem Raum gehört haben. Diese Interpretation nimmt ihm Peter nicht ab, da ein Landbewohner nach seiner Auffassung sehr wohl zwischen von Ratten erzeugten Geräuschen und fremdartigen akustischen Phänomen unterscheiden könnten. Schließlich gibt Alan zögernd zu, dass einer der Jungen namens Jack damals „durchgedreht“ sei und sich seitdem in psychiatrischem Gewahrsam befände.
Jills gibt alle Daten über das Experiment im Computer ein. Plötzlich beginnt der Computer selbsttätig zu schreiben. Offenbar versucht der Geist Louisas, sich mit Jill in Verbindung zu setzen, was einen der Mitarbeiter entsetzt zu dem Ausruf veranlasst „It’s in the Computer!“.
Als Jill Peter mitteilt, dass sie plötzlich das Gefühl hat, dass das „Tonband“ gelöscht ist, stellt Peter die Versuche ein. Unerwartet zieht stattdessen zusätzlich ein scharfer Konkurrent von ihm ein, der eine „intelligente“ Waschmaschine entwickeln soll, um den Japanern Paroli zu bieten. Überraschend erscheint der Vikar. Er hat in alten Kirchendokumenten den Hinweis gefunden, dass ein Exorzismus nicht erst 1892, also zwei Jahre nach Louisas Tod, sondern bereits 1760 stattfand, als Taskerland noch gar nicht erbaut war, sondern nur Ruinen existierten. Jill vermutet nun, dass das „Steintonband“ wie ein Magnettonband immer wieder überspielt werden kann. Sie glaubt, dass der Tod des jungen Mädchens 1890 eine ältere Aufnahme überspielt hat, die möglicherweise tausende von Jahren alt ist.
Peter hält Jill für psychisch gereizt und drängt sie, einen zweimonatigen Urlaub anzutreten. Zuvor kehrt Jill noch einmal in den Raum zurück. Als sie ein eigenartiges Grummeln hört, das „Louisas“ Schreie ersetzt hat, flieht sie auf den Flur zurück, wird aber von zwei roten „Augen“ in den Raum zurückgetrieben. Sie wird von grünlichen Schatten angegriffen und flieht auf die Treppe, von der auch Louisa zu Tode stürzte. Während Jill glaubt, die Treppe führe weiter, stürzt sie am offenen Ende tödlich zu Boden.
Als Peter den Raum nach Abschluss der Todesermittlungen noch einmal betritt, hört er die Stimme von Jill, die im Augenblick ihres Todes seinen Namen ausstößt.

## Produktionsnotizen
Kneale wurde Mitte Mai 1972 vom Chefdramaturgen der BBC2, Christopher Morahan, gebeten, ein Drehbuch für einen Weihnachtsfernsehfilm zu verfassen. Kneale war bereit, eine für die Weihnachtszeit übliche Geistergeschichte zu schreiben, kombinierte sie jedoch mit Science-Fiction-Elementen. Im September war das Drehbuch abgeschlossen und erhielt nun statt des ursprünglichen Titels Breakthrough (Durchbruch) den neuen Titel The Stone Tape.
Die Dreharbeiten begannen am 15. November. Als Requisite für Taskerland dienten die Horsley Towers in East Horsley/Surrey. Anfang Dezember waren die Dreharbeiten abgeschlossen. Die Erstausstrahlung erfolgte am 25. Dezember und wurde von 2,6 Millionen Zuschauern verfolgt. Das Drehbuch wurde von Kneale 1976 in einem Sammelband mit dem Titel The Year of the Sex Olympics and Other TV Plays publiziert. Jane Asher in der Rolle der Jill hatte bereits 1955 eine Kinderrolle in Kneales Science-Fiction-Film Schock.

## Kritik
„[…] arguably the most creepy drama ever seen on television.“

„[…] one of the masterpieces of genre television, an authentic alliance of mind-stretching science fiction concepts with horror and suspense plot mechanics.“

## Überlieferung
Eine erste DVD-Edition wurde 2001 vom British Film Institute herausgegeben. Eine neue Ausgabe erschien 2013 von „101 Films“. Beide Editionen enthalten ein Interview zur Produktionsgeschichte mit Kneale und dem Filmkritiker Kim Newman.